# Sentier de grande randonnée 54
Ne doit pas être confondu avec Sentier de grande randonnée 50.
Le sentier de grande randonnée 54 (GR 54) contourne le massif de l'Oisans et le massif des Écrins à travers les départements de l'Isère et des Hautes-Alpes (respectivement région Auvergne-Rhône-Alpes et région Provence-Alpes-Côte d'Azur). D'une longueur d’environ 176 km, il traverse le parc national des Écrins avec un dénivelé positif de plus de 12 000 mètres pour la totalité du trajet. Ce sentier de grande randonnée forme une boucle, parcourable en dix à quinze jours pour les randonneurs aguerris. Il est l'un des trois sentiers de grande randonnée des Alpes françaises, les deux autres étant ceux du Mont-Blanc (Tour du Mont-Blanc) et de la Vanoise (GR 55).
Ce sentier de grande randonnée propose un parcours de 184 km, avec le franchissement de 14 cols, et un dénivelé de plus de 12 800 m.

## Histoire

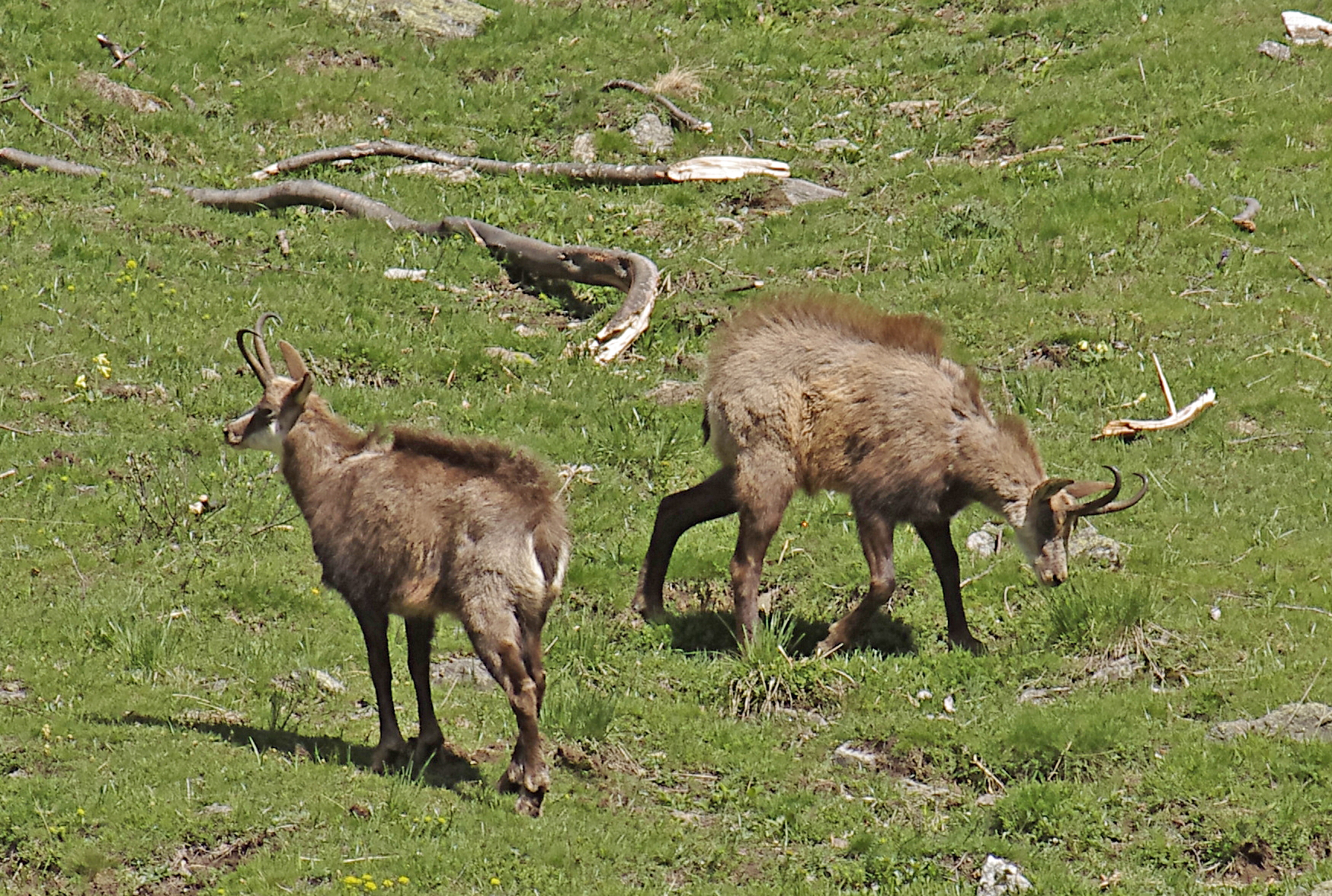
Chamois au printemps dans le vallon de Valsenestre, dans le parc national des Écrins.

Le tracé du sentier a été créé en 1962-1963 par quelques personnes amatrices de montagne et du massif des Écrins. Parmi elles, Roger Cagnac, guide de Haute Montagne et écrivain, qui a été inspiré par le Tour du Mont Blanc. L'itinéraire devient officiellement « GR 54 » en 1964. Certains cols n'avaient alors plus été pratiqués depuis plusieurs années, mais les sentiers empruntés par ce parcours sont des chemins très anciens utilisés par les habitants de ces régions pour passer d'un lieu à l'autre, à pied et parfois avec des bêtes de somme.
Le parc national des Écrins voit le jour 10 ans plus tard et bénéficie alors de cet itinéraire qui le parcourt.
La réglementation spécifique du parc national des Écrins s'applique pour les sections situées au sein de celui-ci.

## Itinéraire

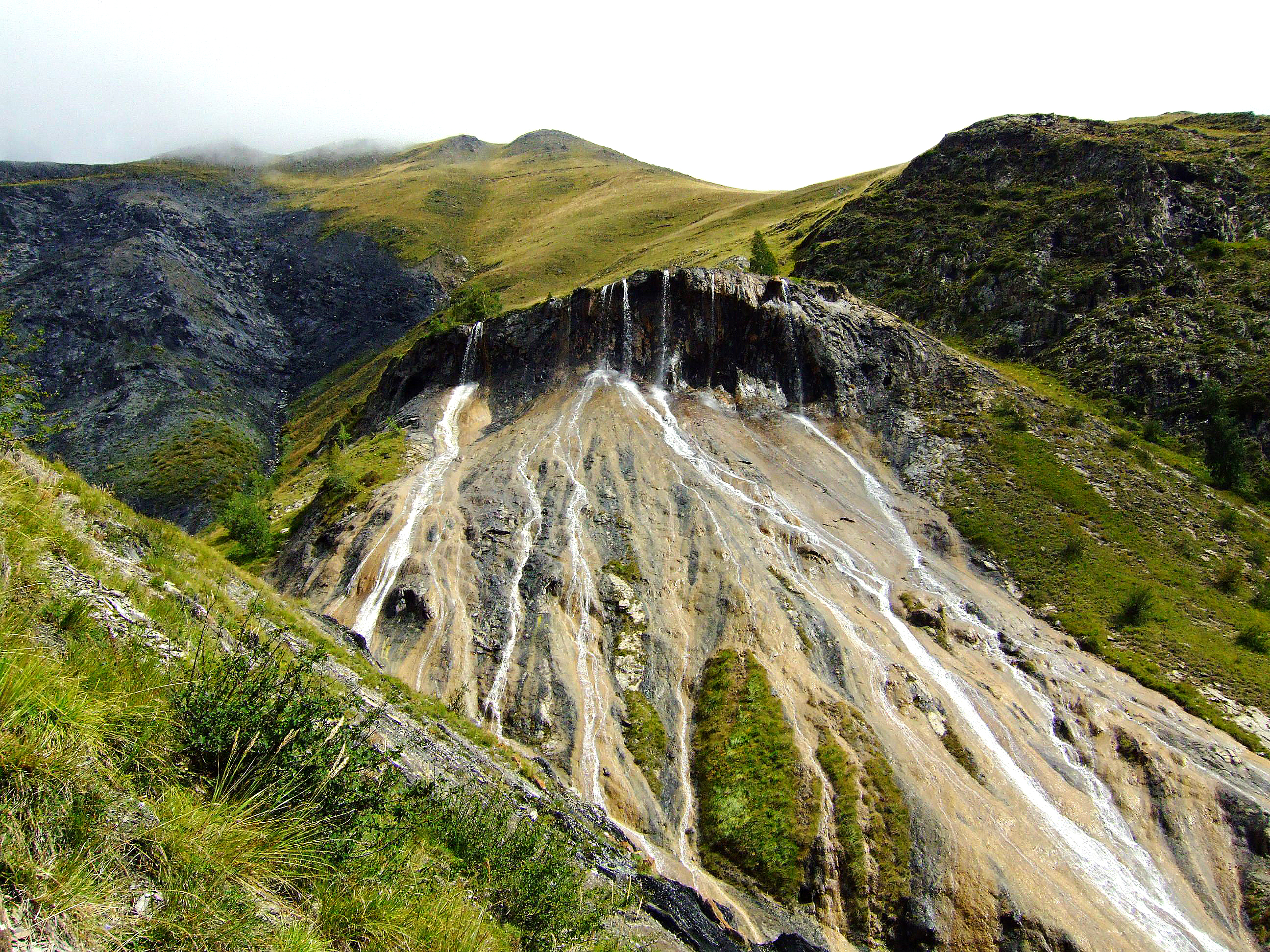
Une vue depuis le chemin du refuge des Mouterres.

Le GR 54 forme une boucle et on peut le parcourir en prenant différents points de départ. Chaque village ou hameau situé sur son itinéraire peut en être un accès. Les principaux sont Le Bourg-d'Oisans en Isère, L'Argentière-la-Bessée et La Grave dans les Hautes-Alpes.
Le GR 54 comporte des sections à l'intérieur du parc national des Écrins et d'autres zones naturelles, avec des réglementations spécifiques. Ce sentier étant situé en haute montagne, la saison la plus adaptée pour le parcourir va de la fin juin à mi-septembre. Il est important de se renseigner sur les conditions météorologiques et celles d'enneigement des cols avant son départ et d'être correctement équipé pour ce type de course (il peut notamment neiger en été, en haute montagne).

### Détail des étapes
Le parcours comporte ces étapes :

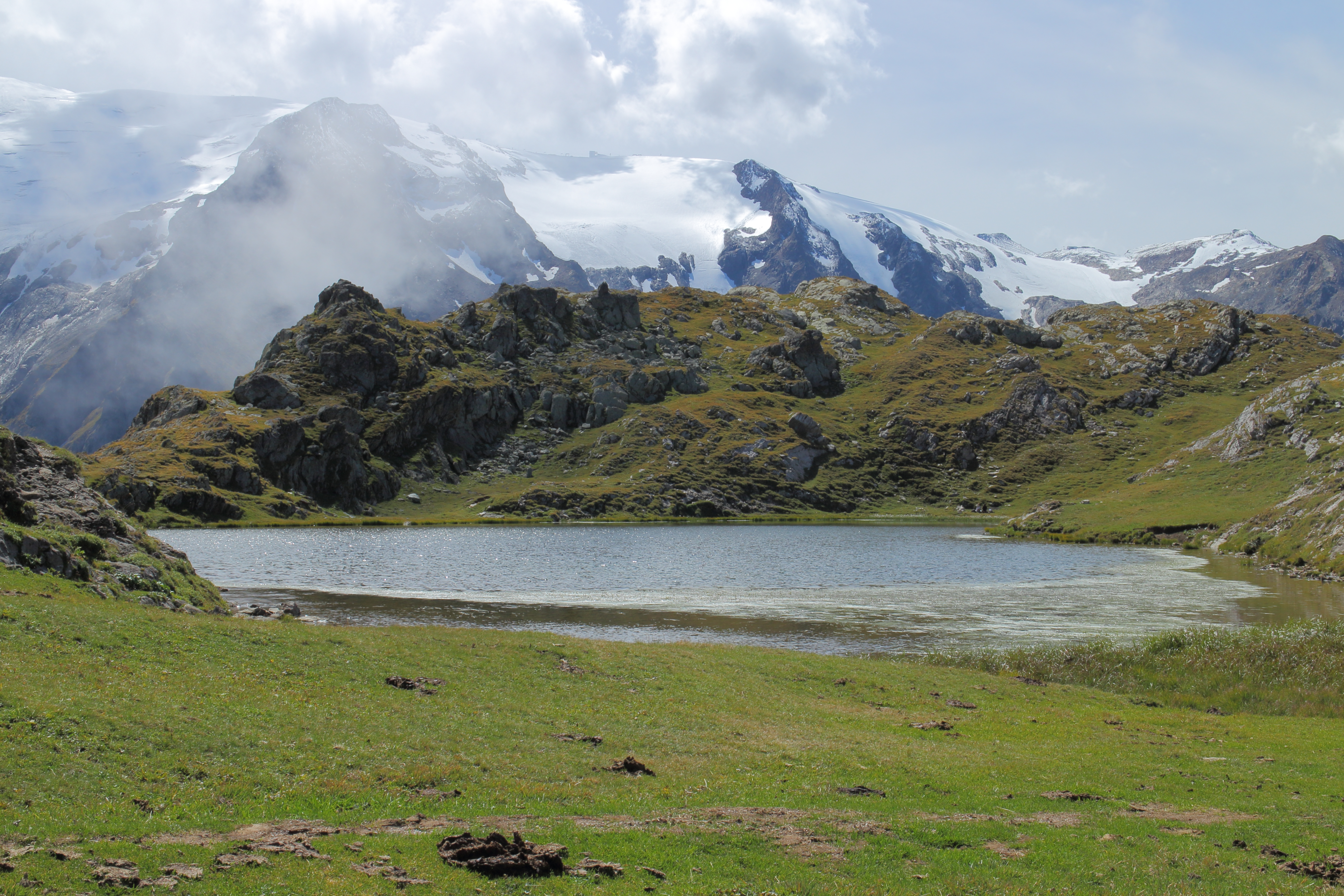
Sur le plateau d'Emparis, le lac Lérié, avec le massif des Écrins en arrière-plan.

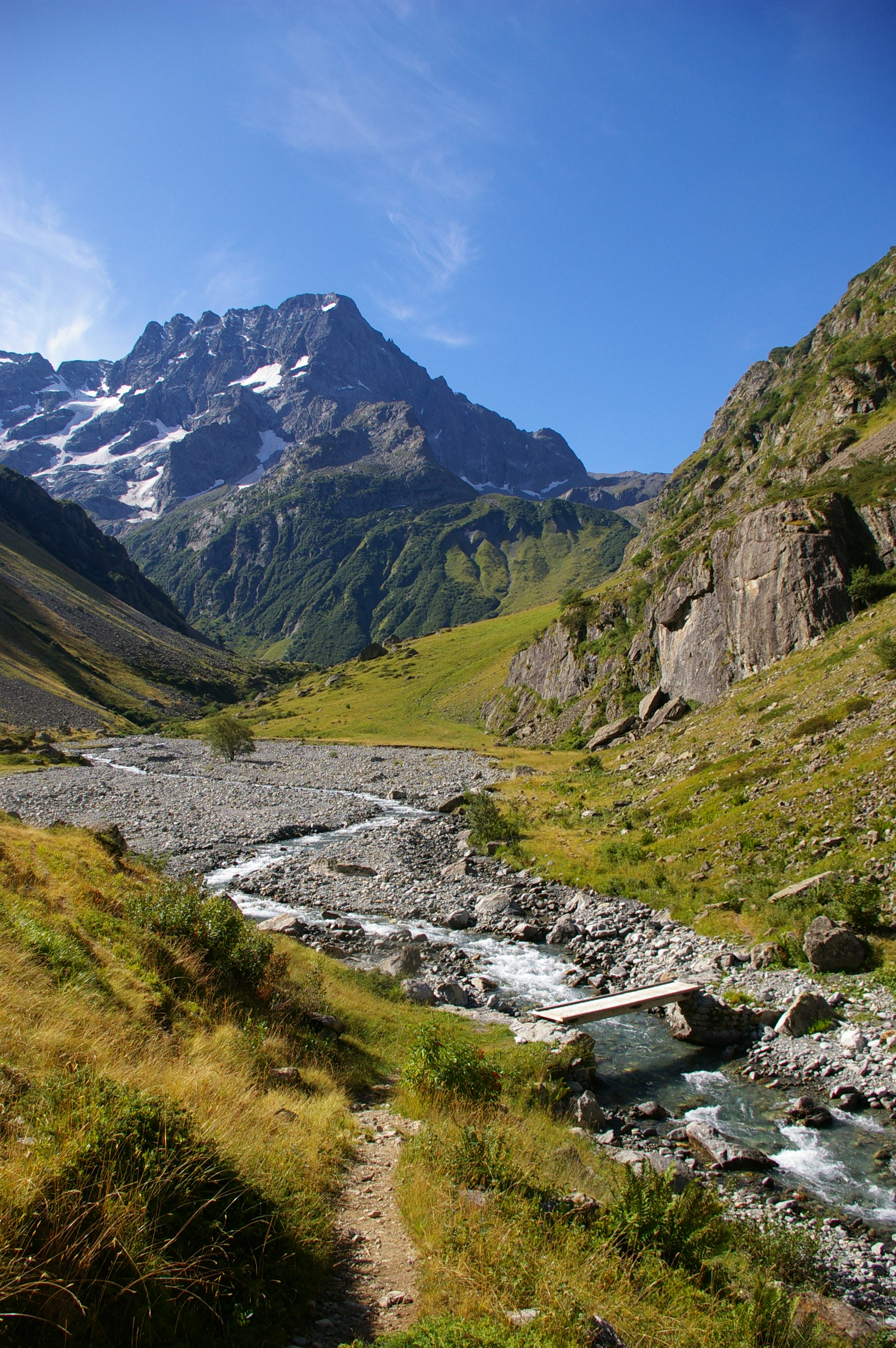
Dans le Valgaudemar, près du refuge de Vallonpierre.

- Le Bourg-d'Oisans → Col de Sarenne (4 h 30)
- Col de Sarenne → Mouterres (6 h 30)
- Mouterres → refuge de l'Alpe de Villar-d'Arêne (8 h 30)
- Refuge de l'Alpe de Villar-d'Arêne → Le Monêtier-les-Bains (4 h 30)
- Le Monêtier-les-Bains → Vallouise-Pelvoux (7 h)
- Vallouise-Pelvoux → Pré de la Chaumette (9 h)
- Pré de la Chaumette → Lac de Vallonpierre (6 h)
- Lac de Vallonpierre → La Chapelle-en-Valgaudémar (3 h 30)
- La Chapelle en Valgaudémar → Souffles (4 h 30)
- Souffles → Le Désert en Valjouffrey (5 h 30)
- Le Désert en Valjouffrey → Valsenestre (5 h)
- Valsenestre → Lac de la Muzelle (5 h 30)
- Lac de la Muzelle → Le Bourg-d'Oisans (7 h)